# قائمة ملاعب الكريكيت في دولة الإمارات العربية المتحدة
فيما يلي قائمة ملاعب الكريكيت في دولة الإمارات العربية المتحدة. شهدت هذه الملاعب مجموعة من أحداث الكريكيت بما في ذلك مباريات الدرجة الأولى، ومواجهات القائمة A، وTwenty20. علاوة على ذلك، كان لدى العديد منها شرف استضافة المباريات التجريبية، ومن الجدير بالذكر أن دولة الإمارات العربية المتحدة هي العضو الوحيد غير الكامل في المجلس الدولي للكريكيت الذي استضاف المباريات التجريبية.

## القائمة
| اسم الملعب                            | المدينة | الاستخدام الأول | آخر استخدام | F/C | LA  | T20 | ملاحظات                                                                                        |
| ------------------------------------- | ------- | --------------- | ----------- | --- | --- | --- | ---------------------------------------------------------------------------------------------- |
| ملعب محمد بن زايد                     | أبو ظبي | 1999            | 1999        | 0   | 3   | 0   | استضاف المعلب 3 مباريات في القائمة "أ" في عام 1999 بين الفرق "أ" من الهند وباكستان وسريلانكا.  |
| ملعب الشيخ زايد للكريكت               | أبو ظبي | 2004            | 2023        | 19  | 41  | 50  | ملعب اختبار                                                                                    |
| ملعب التسامح البيضاوي                 | أبو ظبي | 2012            | 2015        | 0   | 0   | 13  |                                                                                                |
| ملعب الشيخ زايد للكريكت، الملعب رقم 2 | أبو ظبي | 2012            | 2021        | 0   | 0   | 8   |                                                                                                |
| عجمان أوفال                           | عجمان   | 2015            | 2015        | 0   | 0   | 0   |                                                                                                |
| مجلس دبي للكريكيت، الملعب رقم 2       | دبي     | 2004            | 2004        | 0   | 6   | 0   | استضاف المعلب 5 مباريات من القائمة "أ" خلال تحدي الأمم الستة للمجلس الدولي للكريكيت لعام 2004. |
| مجلس دبي للكريكيت، الملعب رقم 1       | دبي     | 2004            | 2004        | 0   | 5   | 0   | استضاف المعلب 5 مباريات من القائمة "أ" خلال تحدي الأمم الستة للمجلس الدولي للكريكيت لعام 2004. |
| ملعب دبي الدولي للكريكت               | دبي     | 2009            | 2023        | 10  | 27  | 53  | ملعب اختبار                                                                                    |
| ملعب أكاديمية أي سي سي                | دبي     | 2010            | 2019        | 6   | 22  | 28  |                                                                                                |
| ملعب أكاديمية أي سي سي، الملعب رقم 2  | دبي     | 2011            | 2011        | 0   | 6   | 26  |                                                                                                |
| ملعب الشارقة للكريكيت                 | الشارقة | 1984            | 2023        | 22  | 238 | 38  | ملعب اختبار                                                                                    |